# Nemaschema quadrisulcatum
Nemaschema quadrisulcatum là một loài bọ cánh cứng trong họ Cerambycidae.